# 西恋山イルミネーション
西恋山イルミネーション（にしこいやまイルミネーション）は、東京都品川区小山で毎年2月中旬から3月中旬にかけて行われるイルミネーション・イベント。

## 概要
2017年2月、東急目黒線・西小山駅前で、バレンタインデーとホワイトデーに向けたイベントとしてスタート。イベントのコンセプトは、「恋の街 西小山」。この界隈はかつて花街として栄えていたことに加え、ローマ字表記の西小山（NISHIKOYAMA）のOの後に愛（I）を入れると「西恋山」になることにちなんでいる。イルミネーションには約3万球の電球を使用。大井町駅前のイルミネーションや、目黒川みんなのイルミネーションで使用されている白色と赤色のLED電球を再利用している。開催初年の2017年から近隣の商店街もイルミネーションで飾られている。
イベントのステージでは、区立荏原第六中学校のダンス部や地元のダンススタジオがダンスを披露し、イベントに花を添えている。